# Arda-Mulissi
Arda-Mulissi (sum. ARAD.dNIN.LÍL; akad. Arda-Mulissi, tłum. „sługa bogini Mulissu”) – asyryjski książę, syn Sennacheryba (704-681 p.n.e.). Uważany za głównego przywódcę spisku, w wyniku którego w 681 roku p.n.e. Sennacheryb został zamordowany.
Imię Arda-Mulissi pojawia się w jednym z dokumentów prawnych należących do Aplaji, członka świty księcia i ważnego dostojnika asyryjskiego na dworze Sennacheryba. W dokumencie tym, datowanym na 694 rok p.n.e., Arda-Mulissi nosi akadyjski tytuł mār šarri, w dosłownym tłumaczeniu znaczący „syn króla”. Jak wykazał Simo Parpola, profesor asyriologii na Uniwersytecie Helsińskim, tytułu tego za rządów Sennacheryba używano tylko w odniesieniu do następcy tronu, co oznacza, że już w 694 roku p.n.e. lub nawet wcześniej Sennacheryb wyznaczył na swego następcę właśnie Arda-Mulissi. Archiwum Aplaji obejmuje dokumenty z lat 698-683 p.n.e. i zdaniem Parpoli jest całkiem możliwe, że przez cały ten czas Aplaja służył Arda-Mulissi jako następcy tronu. Oznaczać by to jednak musiało, że Aszur-nadin-szumi, najstarszy syn Sennacheryba, osadzony przez niego w 699 roku p.n.e. na tronie Babilonu, miał w planach króla pozostać w Babilonie na stałe, natomiast tron asyryjski miał przypaść jego bratu. Archiwum Aplaji kończy się na roku 683 p.n.e. i wydaje się, iż w tym właśnie roku Sennacheryb z nieznanych powodów zmienił zdanie i wyznaczył na swego dziedzica Asarhaddona - młodszego brata Arda-Mulissi. Na ten rok wskazują też datowane na lata 683-680 p.n.e. dokumenty z archiwum Se'-madi, jednego z zarządców Asarhaddona, w których to Asarhaddon nosi już tytuł mār šarri.
Osoby Arda-Mulissi dotyczy również pochodzący z czasów Asarhaddona list, w którym przedstawiany jest on jako przywódca spisku, którego celem było zamordowanie Sennacheryba. List ten mówi o nieznanych bliżej „babilońskich braciach”, którzy dowiadują się o spisku i planowanym zabójstwie Sennacheryba. Jeden z nich, korzystając z asyryjskiego prawa, pozwalającego poddanemu odwołać się do króla jako do najwyższego sędziego, postanawia dostać się przed oblicze władcy i wyjawić mu sekret. Po złożeniu prośby o audiencję z Sennacherybem odwiedzony on zostaje przez dwóch asyryjskich dostojników, mających być wysłannikami króla. Reszta listu brzmi następująco:
„Po tym jak Nabu-szuma-iszkun i Silla przyszli i zapytali go 'O kim zamierzasz rozmawiać z królem', (i po tym) jak on odpowiedział 'O Arda-Mulissi', zakryli oni jego twarz peleryną i zabrali go przed oblicze samego Arda-Mulissi, mówiąc 'Patrz, ...mów!'. Więc on powiedział: 'Arda-Mulissi, twój syn, zamierza cię zabić!'. Po tym jak odkryli oni jego twarz i Arda-Mulissi przesłuchał go, zabili go i jego braci”
Z informacji zawartych w liście wynika, iż na dworze królewskim Sennacheryba zawiązany został spisek, którego celem było zamordowanie tego władcy. Przywódcą spisku miał być Arda-Mulissi, jego najstarszy żyjący syn, który musiał mieć ojcu za złe, iż ten wybrał na następcę tronu Asarhaddona, jego młodszego brata. Do spisku należeli prawdopodobnie również inni bracia Arda-Mulissi, a także wielu wysokich rangą urzędników królewskich. Występujący w liście dostojnicy Nabu-szuma-iszkun i Silla pojawiają się też w innych źródłach pisanych jako wysocy urzędnicy Sennacheryba i Asarhaddona. Według Parpoli sam list miał być donosem mającym ujawnić Asarhaddonowi ich rolę w spisku i zabójstwie jego ojca. Pozbywszy się osób mogących zdradzić ich sekret spiskowcy mogli kontynuować swe knowania, które doprowadziły do zamordowania Sennacheryba w 681 roku p.n.e.
Zachowane źródła pisane zawierające opis zabójstwa Sennacheryba są zgodne co do tego, iż morderstwa tego dokonał jego syn lub synowie. Według jednej z kronik nowobabilońskich Sennacheryba zamordować miał 20 dnia miesiąca țebētu (grudzień-styczeń) w trakcie rewolty jego syn. Rewolta trwać miała od 20 dnia miesiąca țebētu aż do 2 dnia miesiąca addaru (luty-marzec), kiedy to na tron asyryjski wstąpić miał Asarhaddon. Według Berossosa zabójstwa Sennacheryba również dokonać miał jego syn, występujący u niego pod imieniem Ardumuzan (przekaz Aleksandra Polihistora) lub Adramelos (przekaz Abydenosa). Sam Asarhaddon w swych inskrypcjach twierdzi, iż w zabójstwie jego ojca udział brało kilku synów. Potwierdza to Biblia (2 Krl 19:37; Iz 37:38), gdzie jako zabójcy Sennacheryba wymienieni są jego dwaj synowie Adramelek i Sareser. Wydaje się też, iż pewne echa tego zabójstwa przetrwały w Dziejach Mikołaja z Damaszku, który przytacza historię dwóch synów Semiramidy spiskujących przeciw niej aby nie uznała ona swego trzeciego syna Ninjasa za następcę tronu.
Parpola występujące u Berossosa i w Biblii imiona Ardumuzan/Adramelos/Adramelek uważa za późniejsze, zniekształcone formy imienia Arda-Mulissi. Imiona te w powiązaniu z informacjami z listu wskazują według niego jednoznacznie na to, że to właśnie Arda-Mulissi był tym synem, który zamordował Sennacheryba. Próba przejęcia przez niego władzy nie powiodła się jednak i już po kilku miesiącach uciekać musiał przed triumfującym Asarhaddonem do „kraju Ararat” (2 Krl 19:37; Iz 37:38). Dalsze losy Arda-Mulissi nie są znane.